# 2008年網球大師盃賽
2008年網球大師杯賽是男子網球年度比賽，本届比赛是第39屆單打比賽以及第33屆雙打比賽。于11月9日至11月16日在中國上海旗忠森林体育城网球中心舉行。

## 參賽球手

### 單打

#### 种子排名
| 1. 罗杰·费德勒（分組賽） 2. 诺瓦克·德约科维奇（冠軍） 3. 安迪·穆雷（四強） 4. 尼古莱·达维登科（亞軍） 5. 安迪·罗迪克（分組賽中途退出） | 1. 若-威尔弗里德·特松加（分組賽） 2. 胡安·馬丁·德爾波特羅（分組賽） 3. 吉勒·西蒙（四強） 4. 拉德克·斯泰潘內克（分組賽） |

### 雙打

#### 種籽排名
| 1. 鲍勃·布赖恩 / 迈克·布赖恩（亞軍） 2. 丹尼尔·内斯特／ 内纳德·齐莫尼奇（冠軍） 3. 馬赫什·布帕蒂／ 马克·诺尔斯（分組賽） 4. 约纳斯·比约克曼／ 凱文·尤利特（分組賽） | 1. 杰夫·库切／ 衛斯理·穆迪（分組賽） 2. 盧卡斯·德勞希／ 利安德·帕斯（分組賽） 3. 馬利尤斯·費騰柏格／ 馬辛·麥考斯基（四強） 4. 巴勃罗·奎瓦斯／ 路易斯·奧爾納（四強） |

## 冠軍

### 單打
诺瓦克·德约科维奇 擊敗  尼古莱·达维登科（6–1、7–5）

### 雙打
丹尼尔·内斯特 /  内纳德·齐莫尼奇 擊敗  鮑勃·布賴恩 /  邁克·布賴恩（7–63、6–2）

## 外部連結
- 單打抽籤結果[]
- 雙打抽籤結果[]